# Berestjany
Berestjany (ukrainisch Берестяни; russisch Берестяны, polnisch Brześciany) ist ein Dorf in der westukrainischen Oblast Lwiw mit etwa 700 Einwohnern.
Am 7. August 2015 wurde das Dorf ein Teil der neu gegründeten Landgemeinde Wolja-Baranezka (Воле-Баранецька сільська громада/Wole-Baranezka silska hromada), bis dahin gehörte es mit 7 anderen Dörfern zur Landratsgemeinde Wolja-Baranezka.
Am 12. Juni 2020 wurde die Landgemeinde wieder aufgelöst und der Landgemeinde Biskowytschi unterstellt.

## Geschichte
Der Ort wurde im Jahre 1469 erstmals urkundlich erwähnt. Die erste Erwähnung der Orthodoxen Kirche erschien im Jahre 1507.
Er gehörte zunächst zur Woiwodschaft Ruthenien der Adelsrepublik Polen-Litauen. Ursprünglich war es ein privates Dorf der Adelsfamilie Brześciański.  Seit 1619 gehörte es dem Birgittenkloster in Sambor.
Bei der Ersten Teilung Polens kam das Dorf 1772 zum neuen Königreich Galizien und Lodomerien des habsburgischen Kaiserreichs (ab 1804).
Im Jahre 1900 hatten die Gemeinde und das Gutsgebiet zusammen 154 Häuser mit 826 Einwohnern, davon 787 ruthenischsprachige, 34 polnischsprachige, 736 griechisch-katholische, 45 römisch-katholische, 43 Juden, 2 anderen Glaubens.
Nach dem Ende des Polnisch-Ukrainischen Kriegs 1919 kam Berestjany zu Polen. Im Jahre 1921 hatte die Gemeinde 209 Häuser mit 1165 Einwohnern, davon 755 Ruthenen, 385 Polen, 25 Juden (Nationalität), 784 griechisch-katholische, 349 römisch-katholische, 32 Juden (Religion). Im Jahre 1938 umfasste die römisch-katholische Pfarrei Brześciany im Dekanat Sambor im Bistum Przemyśl 1124 Gemeindemitglieder, davon 389 in Brześciany, 268 in Wolica Polska, 253 in Rakowa (mit einer Kapelle), 102 in Rajtarowice, 58 in Rogóźno, 54 in Wola Baraniecka.
Im Zweiten Weltkrieg gehörte der Ort zuerst zur Sowjetunion und ab 1941 zum Generalgouvernement, ab 1945 wieder zur Sowjetunion, heute zur Ukraine.

## Persönlichkeiten
- Johann Snigurski (1784–1847), ukrainisch-griechisch-katholischer Geistlicher und Bischof der Erzeparchie Przemyśl-Warschau

## Sehenswürdigkeiten
- Römisch-katholische Kirche, erbaut 1912–1914, seit 1920 die Pfarrkirche.[2]
- Orthodoxe Kirche aus Holz, erbaut 1912;